# Damaeus traegardhi
Damaeus traegardhi är en kvalsterart som först beskrevs av Graversen 1931.  Damaeus traegardhi ingår i släktet Damaeus och familjen Damaeidae. Inga underarter finns listade i Catalogue of Life.